# 耶路撒冷牧首

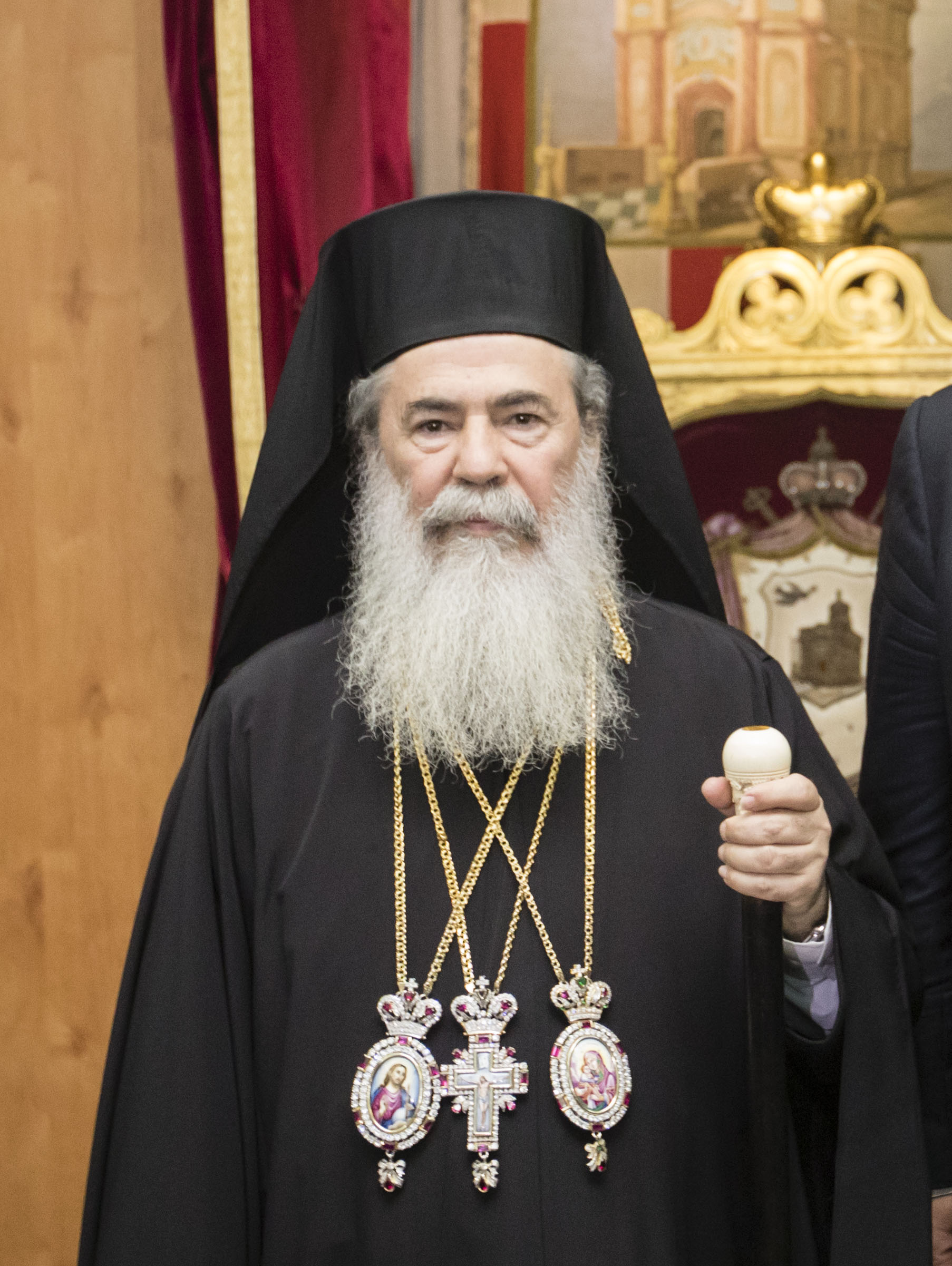
東正教耶路撒冷現任牧首塞奧菲魯斯三世

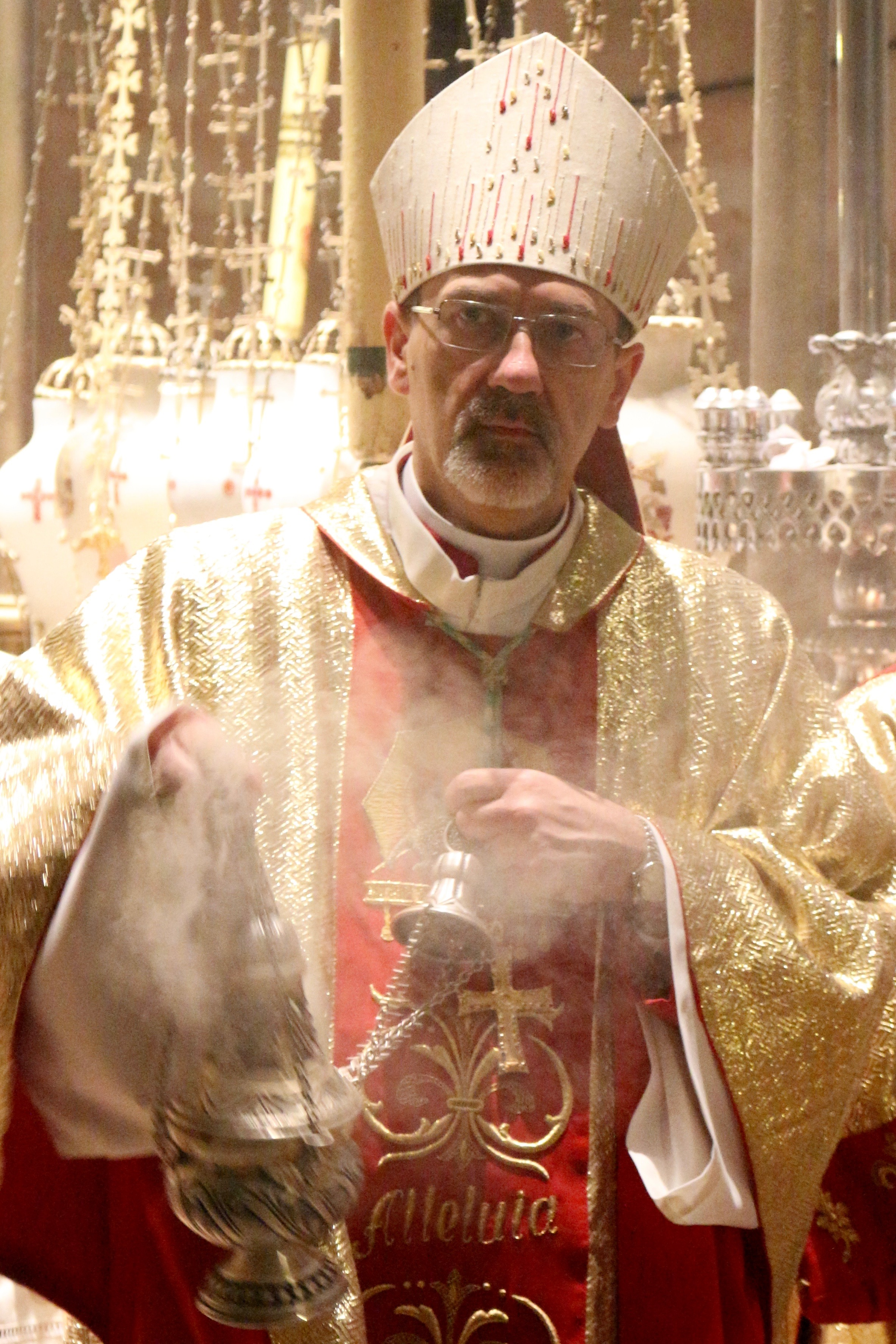
拉丁禮耶路撒冷現任主教伯鐸·皮扎巴拉

耶路撒冷牧首，全稱為耶路撒冷聖城和全巴勒斯坦牧首、聖徒雅各伯之繼承人，是東正教15個自主教會之一耶路撒冷正教会的領袖。按照歷史榮譽，耶路撒冷的牧首在所有東正教領袖中列在第四位，僅次於君士坦丁堡牧首、亞歷山大牧首和安提阿牧首。現任東正教耶路撒冷牧首是塞奧菲魯斯三世（2005年在前任牧首被廢黜後當選）。
在451年之前，耶路撒冷只是一個主教區。在451年，加爾西頓大公會議上被確立為宗主教教區的地位。按照傳統說法，耶穌基督的弟弟雅各是耶路撒冷的第一位主教（62年）。
在阿拉伯人的征服之後，穆斯林統治者承認耶路撒冷作為基督教教區的地位，並且承認耶路撒冷宗主教（在東西教會大分裂之後，習慣上譯為耶路撒冷牧首）是它的領袖。 1099年，攻占耶路撒冷的十字軍流放了東正教教會的牧首，而指定了一個拉丁禮教會宗主教，試圖將耶路撒冷教區西方禮化（或拉丁化） 。從此直到1187年耶路撒冷牧首都在君士坦丁堡避難。
今天，耶路撒冷牧首的聖座位於耶路撒冷的聖墓教堂。
現任拉丁禮耶路撒冷宗主教則為伯鐸·皮扎巴拉主教